# Сєдов Михайло Іванович
Михайло Іванович Сєдов (16 липня 1890, місто Ярославль, тепер Російська Федерація — 4 серпня 1940, тепер Російська Федерація) — радянський діяч. Член Центральної контрольної комісії РКП(б) у 1923—1924 роках. Член ЦВК СРСР 2-го скликання.

## Життєпис
Народився в родині робітників-текстильників. Незабаром родина переїхала до міста Кінешми. З п'ятнадцятирічного віку Михайло Сєдов працював учнем ткацького цеху кінешемської фабрики «Томна». Під час першої російської революції 1905 року розповсюджував нелегальну літературу, листівки, охороняв партійні зібрання.
Член РСДРП(б) з 1907 року. Брав участь у створенні профспілкової організації на кінешемській фабриці «Томна», організовував страйк текстильників Кінешми.
У квітні 1909 року заарештований та висланий під нагляд поліції до міста Шуї, де працював робітником Шуйсько-Тезинської фабрики. Восени 1910 року знову заарештований, але через відсутність доказів вийшов на волю.
У червні 1911 року повернувся до Кінешми, влаштувався робітником текстильної фабрики Константинова, але через активну участь в організації страйку був незабаром звільнений. Деякий час проживав у селі Савіно, в 1912 році переїхав до Шуї. Брав участь у створенні кас хворих і робітничого кооперативу на текстильній фабриці.
26 квітня 1913 року заарештований, шість місяців перебував у в'язниці, потім був засуджений на три роки заслання до Олонецької губернії. Наприкінці 1916 року повернувся із заслання, був мобілізований до російської армії та відправлений у запасний полк в місто Орел.
У травні 1917 року повернувся до міста Шуї, вибраний секретарем Шуйської міської ради робітничих депутатів. У серпні 1917 року входив до складу органу революційної дії в Шуї, який протистояв виступу генерала Корнілова, створював загони Червоної гвардії.
З жовтня 1917 року — член Шуйського районного страйкового комітету, організатор страйку текстильників Іваново-Вознесенського промислового району. Разом із Михайлом Фрунзе виборював встановлення радянської влади у Шуї.
Після Жовтневого перевороту 1917 року — член виконавчого комітету Шуйської повітової ради. З осені 1918 року — завідувач відділу загального управління виконавчого комітету Шуйської повітової ради.
У 1919 році — інспектор Іваново-Вознесенського губернського відділу праці.
З 1919 по 1923 рік — на керівній партійній і радянській роботі в Шуї, Іваново-Вознесенську, Гомелі.
З 1923 року — в апараті Центральної контрольної комісії РКП(б) у Москві.
У 1930—1931 роках — член колегії Народного комісаріату праці Російської РФСР.
Потім повернувся до міста Іваново, очолював Івановську промислову обласну організацію МОДР (Міжнародна організація допомоги борцям революції), працював секретарем Фрунзенського районного комітету ВКП(б) міста Іваново.
У 1937 році заарештований органами НКВС, помер у в'язниці 4 серпня 1940 (за іншими даними — 1941) року.
У 1956 році посмертно реабілітований. На честь Михайла Сєдова названа вулиця в селищі Текстильний (місто Шуя) Івановської області.